# Lunt-Fontanne Theatre

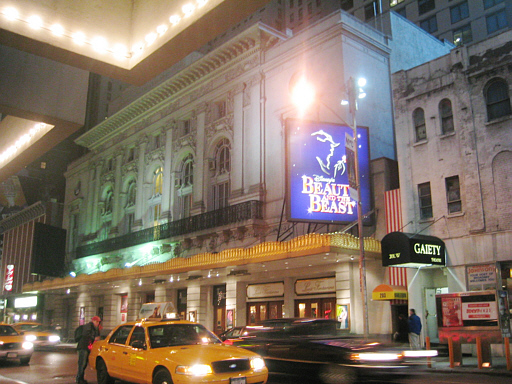
Lunt-Fontanne Theatre

Das Lunt-Fontanne Theatre (vormals bekannt als Globe Theatre) ist ein Theater in Manhattan, New York City.
Das Theater befindet sich an der 205 West 46th Street. Das Theater wurde von den Architekten  Carrere & Hastings errichtet und eröffnete am 10. Januar 1910. Im Theater befinden sich 1.509 Sitze für Besucher. Eigentümer des Theaters ist die Nederlander Organisation. Die Verleihung des Tony Awards fand 1989 und 1990 im Theater statt.
Das Theater ist benannt nach dem Amerikaner Alfred Lunt und der Britin Lynn Fontanne.

## Produktionen (Auswahl)
- 1918: Ziegfeld Follies
- 1920: George White’s Scandals
- 1925: Aren’t We All?; No, No, Nanette
- 1928: She’s My Baby mit Clifton Webb als Clyde Parker[1]
- 1931: The Cat and the Fiddle
- 1958: Goldilocks
- 1959: The Sound of Music
- 1962: Little Me
- 1964: Ben Franklin in Paris
- 1965: Skyscraper
- 1966: Walking Happy
- 1967: How Now, Dow Jones
- 1968: Her First Roman
- 1970: The Rothschilds
- 1972: Ambassador
- 1973: 6 Rms Riv Vu
- 1974: The Sunshine Boys
- 1978: Hello, Dolly! (Revival)
- 1979: Beatlemania
- 1980: Peter Pan
- 1981: Sophisticated Ladies
- 1984: The Wiz (Revival)
- 1986: Smile (musical)
- 1995: Hello Dolly! (Revival)
- 1997: Titanic – Das Musical
- 1999: Die Schöne und das Biest
- 2007: The Little Mermaid
- 2010: The Addams Family
- 2012: Ghost The Musical; A Christmas Story, The Musical!
- 2013: Motown: The Musical
- 2015: Finding Neverland